# Marcin Kaczmarek (ur. 1979)
Marcin Kaczmarek (ur. 3 grudnia 1979 w Sieradzu) – polski piłkarz występujący na pozycji bocznego obrońcy lub pomocnika.

## Kariera klubowa
Marcin Kaczmarek piłkarską karierę rozpoczynał w Piaście Błaszki, z którego trafił do KKS–u Kalisz. W rundzie wiosennej sezonu 2000/2001 reprezentował barwy Włókniarza Konstantynów Łódzki, natomiast w kolejnych rozgrywkach ponownie grał w kaliskim klubie. W 2002 roku przeszedł do Ceramiki Opoczno. W jej barwach zadebiutował 3 sierpnia w II lidze, grając w wygranym 2:1 spotkaniu z Aluminium Konin. Pierwszego gola dla Ceramiki uzyskał w meczu Pucharu Polski, kiedy to pokonał bramkarza Polonii Olimpii Elbląg. W lidze pierwsze trafienie zanotował 5 października w meczu z Tłokami Gorzyce, przyczyniając się do zwycięstwa 3:1. W sezonach 2002/03 i 2003/04 (w którym klub występował pod nazwą Stasiak) Kaczmarek był podstawowym zawodnikiem swojego zespołu.
W 2004 roku Stasiak Opoczno został przeniesiony do Ostrowca Św. i sezon 2004/05 rozpoczął jako KSZO Ostrowiec Św. Kaczmarek trafił do nowo utworzonej drużyny, w której zadebiutował 30 lipca w wygranym 5:2 meczu z MKS-em Mława; strzelił w nim również dwa gole. W całych rozgrywkach był podstawowym zawodnikiem zespołu, z dziesięcioma bramkami na koncie został jego najlepszym strzelcem. W 2005 roku Kaczmarek trafił do Korony Kielce. Po raz pierwszy w I lidze wystąpił 26 lipca w zremisowanym 0:0 pojedynku z Cracovią. Debiutanckiego gola zdobył natomiast 12 sierpnia 2006 w meczu przeciwko Lechowi Poznań. W latach 2005–2008 był podstawowym zawodnikiem kieleckiego klubu, wraz z nim w sezonie 2006/07 dotarł do finału Pucharu Polski, w którym zagrał przez 72. minuty (został zmieniony przez Pawła Sasina), a jego klub przegrał 0:2 z Dyskobolią Grodzisk Wlkp.
Na początku sierpnia 2008 roku Kaczmarek przeszedł do Lechii Gdańsk. Pierwszego gola zdobył w wygranym meczu z Cracovią, a bramka ta była pierwszym po 20-letniej przerwie golem w najwyższej klasie rozgrywkowej zdobytym na stadionie przy ul. Traugutta. W sezonie 2008/09 był jednym z kluczowych zawodników gdańskiego zespołu, w kolejnych rozgrywkach również zebrał wiele pochwał i dobrych recenzji. Od maja 2010 roku zmagał się z chorobą zatok, w sierpniu przeszedł ich operację, do gry powrócił we wrześniu. Utracił jednak miejsce w podstawowym składzie, a w styczniu 2011 trener Tomasz Kafarski uznał, że forma Kaczmarka nie jest wystarczająca i nie zabrał go na zgrupowanie do Turcji.
11 lutego 2011 roku Kaczmarek przeszedł do ŁKS–u Łódź, podpisując z nim półroczny kontrakt z opcję przedłużenia w przypadku awansu klubu do Ekstraklasy. 13 stycznia 2012 roku z powodu zaległości finansowych ze strony ŁKS–u rozwiązał kontrakt i przeszedł do rywala zza miedzy, Widzewa Łódź. Kontrakt początkowo obowiązywał 2 na lata. Od tego czasu Kaczmarek stał się podstawowym zawodnikiem drużyny z al. Piłsudskiego. W sezonie 2013/14 spadł z drużyną Widzewa do I ligi.
W czerwcu 2014 roku podpisał kontrakt z drużyną Olimpii Grudziądz.
W sezonach 2021/2022 oraz 2022/23 grał w drużynie Star Starachowice, z której w lipcu 2023 przeniósł się do Łysicy Bodzentyn. Od stycznia 2024 roku występuje w barwach Wisły Sandomierz.

### Statystyki
Stan na 30 sierpnia 2019:
| Klub                    | Sezon               | Liga                | Liga  | Liga   | Puchar kraju | Puchar kraju | Inne rozgrywki | Inne rozgrywki | Suma  | Suma   | Dyscyplina | Dyscyplina |
| Klub                    | Sezon               | Liga                | Mecze | Bramki | Mecze        | Bramki       | Mecze          | Bramki         | Mecze | Bramki |            |            |
| ----------------------- | ------------------- | ------------------- | ----- | ------ | ------------ | ------------ | -------------- | -------------- | ----- | ------ | ---------- | ---------- |
| Ceramika Opoczno        | 2002/03             | II liga             | 26    | 2      | 4            | 1            | –              | –              | 30    | 3      | 7          | 0          |
| Ceramika Opoczno        | 2003/04             | II liga             | 28    | 4      | 1            | 0            | 2              | 0              | 31    | 4      | 6          | 0          |
| Ogółem:                 | Ogółem:             | Ogółem:             | 54    | 6      | 5            | 1            | 2              | 0              | 61    | 7      | 13         | 0          |
| KSZO Ostrowiec Św.      | 2004/05             | II liga             | 30    | 10     | 9            | 0            | –              | –              | 39    | 10     | 11         | 3          |
| Ogółem:                 | Ogółem:             | Ogółem:             | 30    | 10     | 9            | 0            | –              | –              | 39    | 10     | 11         | 3          |
| Korona Kielce           | 2005/06             | Orange Ekstraklasa  | 26    | 0      | 6            | 0            | –              | –              | 32    | 0      | 6          | 0          |
| Korona Kielce           | 2006/07             | Orange Ekstraklasa  | 23    | 4      | 6            | 0            | 6              | 0              | 35    | 4      | 6          | 0          |
| Korona Kielce           | 2007/08             | Orange Ekstraklasa  | 22    | 1      | 1            | 0            | 3              | 0              | 26    | 1      | 5          | 0          |
| Ogółem:                 | Ogółem:             | Ogółem:             | 71    | 5      | 13           | 0            | 9              | 0              | 93    | 5      | 17         | 0          |
| Lechia Gdańsk           | 2008/09             | Ekstraklasa         | 27    | 1      | 1            | 0            | 1              | 0              | 29    | 1      | 7          | 1          |
| Lechia Gdańsk           | 2009/10             | Ekstraklasa         | 25    | 2      | 6            | 0            | –              | –              | 31    | 2      | 4          | 0          |
| Lechia Gdańsk           | 2010/11 (j)         | Ekstraklasa         | 7     | 0      | 1            | 0            | –              | –              | 8     | 0      | 1          | 0          |
| Ogółem:                 | Ogółem:             | Ogółem:             | 59    | 3      | 8            | 0            | 1              | 0              | 68    | 3      | 12         | 1          |
| ŁKS Łódź                | 2010/11 (w)         | I liga              | 16    | 1      | –            | –            | –              | –              | 16    | 1      | 3          | 0          |
| ŁKS Łódź                | 2011/12 (j)         | Ekstraklasa         | 15    | 0      | 1            | 0            | –              | –              | 16    | 0      | 3          | 0          |
| Ogółem:                 | Ogółem:             | Ogółem:             | 31    | 1      | 1            | 0            | –              | –              | 32    | 1      | 6          | 0          |
| Widzew Łódź             | 2011/12 (w)         | Ekstraklasa         | 12    | 1      | –            | –            | –              | –              | 12    | 1      | 4          | 0          |
| Widzew Łódź             | 2012/13             | Ekstraklasa         | 29    | 2      | 1            | 0            | –              | –              | 30    | 2      | 7          | 0          |
| Widzew Łódź             | 2013/14             | Ekstraklasa         | 35    | 2      | 2            | 1            | –              | –              | 37    | 3      | 7          | 1          |
| Ogółem:                 | Ogółem:             | Ogółem:             | 76    | 5      | 3            | 1            | –              | –              | 79    | 6      | 18         | 1          |
| Olimpia Grudziądz       | 2014/15             | I liga              | 32    | 4      | –            | –            | –              | –              | 32    | 4      | 7          | 1          |
| Olimpia Grudziądz       | 2015/16             | I liga              | 28    | 6      | 2            | 0            | –              | –              | 30    | 6      | 7          | 1          |
| Olimpia Grudziądz       | 2016/17             | I liga              | 31    | 7      | 1            | 0            | –              | –              | 32    | 7      | 7          | 0          |
| Olimpia Grudziądz       | 2017/18             | I liga              | 24    | 0      | 1            | 0            | –              | –              | 25    | 0      | 6          | 0          |
| Olimpia Grudziądz       | 2018/19             | I liga              | 24    | 5      | 1            | 0            | –              | –              | 25    | 5      | 7          | 1          |
| Ogółem:                 | Ogółem:             | Ogółem:             | 139   | 22     | 5            | 0            | –              | –              | 144   | 22     | 34         | 3          |
| KSZO 1929 Ostrowiec Św. | 2019/20             | III liga            | 6     | 1      | 0            | 0            | –              | –              | 6     | 1      | 0          | 0          |
| Ogółem:                 | Ogółem:             | Ogółem:             | 6     | 1      | 0            | 0            | –              | –              | 6     | 1      | 0          | 0          |
| Łącznie w karierze:     | Łącznie w karierze: | Łącznie w karierze: | 466   | 53     | 44           | 2            | 12             | 0              | 522   | 55     | 111        | 8          |

## Kariera reprezentacyjna
Pod koniec września 2005 roku Marcin Kaczmarek został powołany przez selekcjonera Pawła Janasa do reprezentacji Polski na mecze z Islandią i Anglią. 7 października wystąpił w pierwszym spotkaniu, zmieniając w 77. minucie Jacka Krzynówka. Debiutując w kadrze stał się pierwszym reprezentantem kraju w historii Korony Kielce.
Pod koniec października 2005 roku Kaczmarek został desygnowany na mecz z reprezentacją Estonii. W spotkaniu, które odbyło się 16 listopada na stadionie KSZO w Ostrowcu Św., zagrał w podstawowym składzie, natomiast w przerwie został zmieniony przez Ireneusza Jelenia.
W listopadzie 2005 roku Kaczmarek został powołany przez Edwarda Klejndinsta do reprezentacji B na mecz ze Szkocją. W przegranym 0:2 spotkaniu, które odbyło się w Kilmarnock, zagrał od 46. minuty, kiedy to zmienił Rafała Grzelaka.
| #  | Data                | Miejsce                                      | Przeciwnik | Rezultat | Rozgrywki       |
| -- | ------------------- | -------------------------------------------- | ---------- | -------- | --------------- |
| 1. | 7 października 2005 | Stadion Wojska Polskiego, Warszawa           | Islandia   | 3:2      | mecz towarzyski |
| 2. | 16 listopada 2005   | Miejski Stadion Sportowy KSZO, Ostrowiec Św. | Estonia    | 3:1      | mecz towarzyski |